# Verő Balázs
Verő Balázs (Sopron, 1944. június 20.) Eötvös József-koszorús, okleveles kohómérnök, egyetemi tanár, professor emeritus. Kutatási területe a műszaki anyagtudomány, szerkezeti acélok fejlesztése, anyagvizsgálat. Édesapja Verő József okl. vaskohómérnök.

## Életpályája
1962-ben érettségizett, majd felvették a miskolci Nehézipari Műszaki Egyetem Kohómérnöki Karára, ahol 1967-ben technológus szakos kohómérnöki oklevelet szerzett. Diplomájának megszerzése után a Vasipari Kutató Intézet Fémtani Osztályán dolgozott kutatómérnökként, majd osztályvezetőként 1993-ig. 1993-tól 2018-ig a Bay Zoltán Alkalmazott Kutatási Alapítvány tudományos munkatársa, majd tudományos igazgatója volt. 1994-től 2005-ig a Budapesti Műszaki és Gazdaságtudományi Egyetem Gépészmérnöki Karán meghívott előadóként részt vett a német nyelvű anyagmérnök képzésben. 2007-től a Dunaújvárosi Főiskola egyetemi tanára, 2014-től professor emeritusa.
Egyetemi doktori címet a Nehézipari Műszaki Egyetemen 1972-ben, majd a műszaki tudomány kandidátusa címet 1982-ben kapta meg. Sikeres védés után 1995-ben kapta meg az MTA doktora címet. Két cikluson át az MTA közgyűlési doktori képviselője, szintén két cikluson át a MTA Műszaki tudományok osztálya keretében működő Anyagtudományi és technológiai tudományos bizottság elnöke volt. A BME Gépészmérnöki Karán működő Habilitációs és doktori tanácsának tagja több cikluson át. A Tudományos Minősítő Bizottság műszaki szakbizottságának tagja illetve titkára volt több cikluson át. A Magyar Akkreditációs Bizottság műszaki tudományok bizottságának tagja volt két cikluson át. A Dunaújváros Egyetem Tudományos Tanácsának jelenleg is tagja. Közel másfél évtizedig volt a Bányászati és Kohászati Lapok Kohászat című folyóiratának felelős szerkesztője.

## Munkássága
Fő kutatási területe a fémek és ötvözetek anyagtudománya. Az anyagtudományon belül jelentős eredményeket ért el az anyagvizsgálati eszközök és a szerkezeti acélok gyártástechnológiájának fejlesztésében.

### Műszerfejlesztési eredményei
- DILATHERM hőmérsékletmérő egység EF-Z6 emissziós elektronmikroszkóphoz,
- VIDIMET-I és VIDIMET-IIA. képelemző berendezések (Eördögh Imre, Réti Tamás, Lányi Miklós);
- SDT és dSDT lemezalakíthatóság-vizsgáló berendezések (Clement Andor);
- DIPERMET-H hidrogénátbocsátó képesség vizsgálatára szolgáló berendezés (Felde Imre, Vecseri Miklós, Slezsák István);

### Technológiafejlesztés
- Mélyhúzásra szánt acéllemezek dresszírozási technológiája fémtani hátterének kidolgozása (Horváth Ákos);
- Zománcozási célra szánt, alumíniummal és szilíciummal félig csillapított, hidegen hengerelt acéllemez gyártástechnológiája (Szűcs László, Hanák János, Kőhalmi Kálmán);
- Egy rétegben zománcozott melegvíztároló hazai alapanyagokra épülő gyártástechnológiája (Fauszt Anna, Radó Orsolya, Gyüre László);
- Non-gamma2 fogászati amalgám RS eljáráson alapuló gyártástechnológiája (Fauszt Anna, Takács János);
- 700MPa szilárdságú acéllemez gyártástechnológiája (Gulyás József, Horváth Ákos, Sebő Sándor).
- DP- és TRIP-acél interkritikus hőkezelésen alapuló technológiájának kidolgozása (Horváth Ákos, Hirka József, Réger Mihály, Felde Imre).
- Folyamatosan öntött acélbugák középvonali dúsulásának csökkentésére irányuló technológia (Réger Mihály, Szabó Zoltán, Kelemen Tibor)
- Ultrafinom szemcseméretű, nagy folyáshatárú hegeszthető szerkezeti acélok gyártástechnológiája (Csepeli Zsolt, Bereczki Péter, Szabó Péter János)
- Intenzív képlékenyalakító eljárások megvalósítása, különös tekintettel a könyöksajtolásra és a többtengelyű kovácsolásra (Gonda Viktor, Bereczki Péter)

Nevéhez több mint tíz szabadalom fűződik, ezek közül hat értékesítésre került.

## Családja
Édesapja prof. dr. Verő József, az MTA rendes tagja, kétszeres Kossuth-díjas okl. vaskohómérnök, édesanyja Artner Erzsébet. Két bátyja van, József geofizikus mérnök, az MTA rendes tagja, Széchenyi-díjas; László geofizikus. Felesége Balogh Éva, metallurgus üzemmérnök, akivel 1969-ben házasodtak össze. Házasságukból három gyermek született, Boglárka, Balázs, Barbara.

## Díjak, elismerések

### Országos Találmányi Hivatal
- Kiváló Feltaláló Arany fokozat, eredményes feltalálói tevékenységért, 1982. február 5.
- Újítók és Feltalálók Országos Versenypályázatán II. díj, az „Eljárás pikkelymentes, veszteség nélkül, direkt zománcozható acéllemez előállítására” című pályamű kidolgozásáért. 1986. június 27.

### Ipari Minisztérium
- Hungexpo, BNV díj a Vidimet II. képelemző berendezésért (közösen Eördögh Imre és dr. Réti Tamás kollégákkal), 1981. tavasz
- Országos Magyar Bányászati és Kohászati Egyesület
- OMBKE Centenáriumi Emlékérem, 1992. június 27.
- Kerpely Antal Emlékérem, 1992. június 27.
- Sóltz Vilmos Emlékérem, 40 éves egyesületi tagságért, 2006. május 27.
- Péch Antal Emlékérem kiemelkedő egyesületi munkáért, 2007. május 18.
- OMBKE Tiszteleti Tag, egyesületi kiemelkedő munkáért, 2014. május 23.
- Sóltz Vilmos Emlékérem, 50 éves egyesületi tagságért, 2016. május 27.

### Magyar Anyagtudományi Egyesület
- MAE Díj 2011, az Országos Anyagtudományi Konferencia (OAK) létrehívásáért, az anyagtudomány terén elért eredményeiért, az anyagtudomány hazai népszerűsítéséért és színvonalas műveléséért. 2011. 10. 09. Balatonkenese

### Nehézipari Műszaki Egyetem/Miskolci Egyetem
- Oklevél: NME Kohómérnöki Kar, technológus kohómérnök szak. Száma: 269/1967. 1967. június 27.
- Műszaki Egyetemi Doktori Oklevél, száma: 286. 1972. november 4.
- Dékáni elismerés az 1994-2006. közötti időszakban dékáni erőfeszítésemet támogató magatartásáért, emberi kiállásáért és tevékeny segítségéért a Miskolci egyetemen folyó anyag- és kohómérnök képzés felvirágoztatásáért, különös tekintettel az Egyetem Doktori Iskolájában a Kar érdekében végzett munkájáért, a kar oktatóival végzett közös kutatómunkáért, a BKL Kohászat főszerkesztőjeként a kar érdekében kifejtett tevékenységéért. 2006. június 29.
- Díszoklevél (Aranyoklevél), száma: 269/1967. Ötven éven át kifejtett értékes szakmai tevékenységért.

### Magyar Tudományos Akadémia / Tudományos Minősítő Bizottság
- A Tudományok Kandidátusának Oklevele, száma: 9451. 1982. október 26.
- Műszaki Tudomány Doktora, száma: 09.940. 1995. január 18.
- Eötvös József-koszorú, kiemelkedő tudományos életműve elismeréséül, 2016. november 3.
- Magyar Tudományos Akadémia Műszaki Fizikai és Anyagtudományi Kutatóintézet által kiírt „NanoDemo” pályázaton Ötletdíj. 2011. március 16.

### Vasipari Kutató Intézet/Vasipari Kutató és Fejlesztő Vállalat
- VASKUT Nívódíj második fokozat. 1980. november 7.

### Dunaferr Dunai Vasmű Zrt.
- Alkotói nívódíj III. a Lézerrel felületkezelt görgők termikus fárasztó kísérlete c. pályamunkáért (közösen Fülöp Zsoltné, dr. Csepeli Zsolt, Csánk Lajos kollégákkal), 2002. május 30.
- Dunaferr szakmai publikációért nívódíj I. fokozat, a „Finomszemcsés nagyszilárdságú acélok termékválasztékának bővítése a Dunaferr Rt-ben” c. pályamunkáért (közösen Gulyás József, Horváth Ákos, Lőrinczi József, Sebő Sándor, Szélig Árpád kollégákkal), 2004. május 13.
- Dunaferr szakmai publikációért nívódíj III. fokozat, a Laser surface treatment of steels (Acélok lézeres felületkezelése) c. pályaműért (közösen Králik Gyula, Fülöp Zsoltné, dr. Zsámbok Dénes kollégákkal), 2004. május 13.
- Dunaferr szakmai publikációért nívódíj III. fokozat, az „Acélok fejlesztési irányai” c. pályamunkáért (közösen Lőrinczi József, dr. Szabó Zoltán, dr. Zsámbok Dénes, dr. Horváth Ákos kollégákkal), 2004. május 13.
- Dunaferr főtanácsosa cím, kiemelkedő műszaki alkotói munka, tudományos tevékenység elismeréseként. 2005. február 3.
- Dunaferr szakmai publikációért nívódíj II. fokozat, „Acélok primér szövetének kimutatására szolgáló metallográfiai módszerek szisztematikus vizsgálata” c. pályamunkáért (közösen Kardos Ibolya kollégával), 2008. április 17.
- Dunaferr szakmai publikációért nívódíj II. fokozat, „Molibdénnel ötvözött X80 szilárdsági szintű készsori hengerléstechnológiájának meghatározása” c. pályamunkáért (közösen Bereczki Péter, Józsa Róbert, Portász Attila kollégákkal), 2012. június 26.

### Bay Zoltán Alkalmazott Kutatási Közalapítvány
- Bay Zoltán Innovációs Díj, a kutatás-fejlesztési eredményekért. 2008. november 12.

### Dunaújvárosi Főiskola
- Rektori Díszoklevél, a Dunaújvárosi Főiskola kiemelt műszaki kutatási területének kialakításáért, a Regionális Egyetemi Tudásközpont létrehozásában és a hozzá kapcsolódó kutatási projektek megvalósításában vállalt vezető szerepéért, a gépészmérnöki mesterszak sikeres akkreditációjáért nyújtott szerepért. 2013. február 9.
- Professor Emeritus cím „Fáradhatatlan, lelkes oktatói munkássága, valamint kiemelkedő kutatási tevékenysége és a sikeresen akkreditált Gépészmérnök MSc szak anyagának kidolgozásában nyújtott nélkülözhetetlen szakmai tudása elismeréseként. 2014. június 28.

### Kormány
- Kiváló Munkáért kitüntető jelvény, száma: 30 784/85. 1985. november
- Szent Borbála Emlékérem, lelkiismeretes – kohászattal kapcsolatos – tevékenységért. 2003. december 4.
- Egyetemi tanár kinevezés, 2007. július 30.
- Magyar Érdemrend Tisztikeresztje, iskolateremtő oktatói tevékenysége, aktív kutatói munkája, valamint műszaki-tudományos kutatási projektek szervezésében és vezetésében játszott szerepe elismeréseként. 2014. március 7.

## Főbb publikációi[2]

### Magyar nyelvű publikációk
- A fizikai és matematikai szimuláció helye és szerepe a műszaki anyagtudományban. Bányászati és Kohászati Lapok – Kohászat 145 : 1pp. 2-6 (2012, társszerzőkkel)
- Többes fázisú és TRIP acélok gyártása meleghengerléssel. Bányászati és Kohászati Lapok – Kohászat 139. évf.: 3pp. 1-8 (2006, társszerzőkkel)
- Anyagtudomány és anyagtechnológia Magyarországon. Magyar Tudomány 9 pp. 1114-1118. (1996)
- Egy kevéssé ismert szövetelem: a masszív karbid és jelentősége a zománcozható lemezek szempontjából I. rész. Bányászati és Kohászati Lapok – Kohászat 124: 11-12 pp. 458-469. (1991, társsszerzőkkel)
- Egy kevéssé ismert szövetelem: a masszív karbid és jelentősége a zománcozható lemezek szempontjából II. rész. Bányászati és Kohászati Lapok – Kohászat 125: 3-4 pp. 106-113. (1992, társszerzőkkel)
- A VIDIMET képelemző berendezések. Bányászati és Kohászati Lapok – Kohászat 115 : 5 pp. 2001-209. (1982, társszerzőkkel)
- Bevezetés a műszaki anyagtudományba. Dunaújváros, Dunaújvárosi Főiskola Kiadó Hivatala (2010), 223 p. (társszerzőkkel)

### Idegen nyelvű publikációk
- Microstructural Background of Fatigue Softening in Reactor Steels (2015) Multinational Congress on Microscopy (MCM 2015), Eger, 2015. 08. 23-28. Megjelenés: Magyarország (társszerzőkkel)
- Study of the Acid Pickling of Low-Alloyed Steels by Using a Descaling Workstation Simulating the Production Line. STEEL RESEARCH INTERNATIONAL 86 : 7 pp. 704-715. (2015) (társszerzőkkel)
- Thermomechanical process simulations with Gleeble 3800 physical simulator at College of Dunaújváros. In: Univ, Prof Dipl-Ing Dr. mont Bruno Buchmayr – Dipl.-Ing Mario Kuss (szerk.) XXXIII. Verformungskundliches Kolloquium. Leoben, Ausztria: Montanuniversität, Lehrstuhl für Umformtechnik, (2014) pp. 18-23. (társszerzőkkel)
- Control of Centerline Segregation in Slab Casting. ACTA POLITECHNICA HUNGARICA 11: 4 pp. 119-137. (2014, társszerzőkkel)
- Metallographic Aspects of Surface-Treated Steels by Using Laser Technology. MATERIALS SCIENCE FORUM 414-415 pp. 201-206. (2003, társszerzőkkel)
- Micromilling of Metallic Materials. JOURNAL OF MATERIALS PROCESSING TECHNOLOGY 138 pp. 152-155. (2003, társszerzőkkel)
- Theoretical analysis of entrapment kinetics in hydrogen permeation experiments. MATERIALS SCIENCE AND ENGINEERING A-STRUCTURAL MATERIALS PROPERTIES MICROSTRUCTURE AND PROCESSING 339: 1-2 pp. 245-254. (2003, társszerzőkkel)
- An Experiment Design Technique for the Approximation of Process Parameters in Laser Surface Hardening. In: Sudarsan, TS; Jeandin, M (szerk.) Surface modification technologies XIV: proceedings of the fourteenth International Conference on Surface Modification Technologies. Materials Park (OH), Amerikai Egyesült Államok: ASM International, IOM Communications, (2001) pp. 360-365. (társszerzőkkel)
- Prediction of as quenched hardness after rapid austenitisation and cooling in surface hardened steels. COMPUTATIONAL MATERIALS SCIENCE 15 pp. 101-112. (1999, társszerzőkkel)
- Messverfahren zur Beurteilung der Tiefziehfähigkeit von Blechen. MASCHINENMARKT 82: 54 PPL. 969-975. (1976, társszerzőkkel)
- Quantitative Messmöglichkeiten im Emissionselektronmikroskop. p 1 In: VII. Arbeitstagung, „Elektronenmikroskopie”. Berlin, Németország: APW, (1973, társszerzővel)
- Die Untersuchung von Verformungs- und Rekrystallisationserscheinungen im Emissionselektronenmikroskop. PRAKTISCHE METALLOGRAPHIE-PRACTICAL METALLOGRAPHY 9 pp. 198-207. (1972, társszerzővel)